# Benz Spider
Der Benz Spider war der zweisitzige Nachfolger (mit 2 Notsitzen) des großen Benz Dos-à-Dos. In vollwertiger, viersitziger Ausführung wurde er auch als Benz Tonneau verkauft.
Die Wagen besaßen einen Zweizylinder-Boxermotor, der vorn liegend eingebaut war. Sein Hubraum betrug 2690 cm³ (Bohrung × Hub = 120 mm × 120 mm) und er leistete 10 PS (7,4 kW).
Die Wagen hatten Holzspeichenräder mit Luftreifen und Starrachsen mit Vollelliptik-Blattfedern. Sie waren mit einem vierstufigen Vorgelegegetriebe mit Rückwärtsgang ausgestattet, das mit Ketten zu beiden Hinterrädern verbunden war. Zwischen 40 und 45 km/h Fahrgeschwindigkeit konnten höchstens erreicht werden.
Die Preisliste begann bei ℳ 8500,--.
Nach 1901 wurde der Tonneau in vergrößerter Form weitergebaut, während der Spider entfiel.

## Quelle
- Werner Oswald: Mercedes-Benz Personenwagen 1886–1986. 4. Auflage. Motorbuch Verlag, Stuttgart 1987, ISBN 3-613-01133-6, S. 33–34.